# Т-клетки памяти

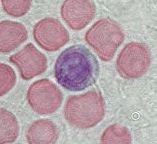
Лимфоцит показан в центре изображения

Т-клетки памяти — популяция Т-лимфоцитов, хранящих информацию о ранее действовавших антигенах и формирующих вторичный иммунный ответ, осуществляющийся в более короткие сроки, чем первичный иммунный ответ, так как минует основные стадии этого процесса.

## Суб-популяции
Внутри всей категории Т-клеток памяти выделяются минимум три субпопуляции, различающиеся экспрессией хемокиновых рецепторов CCR7 и L-селектина (CD62L).
- Центральные клетки памяти TCM экспрессируют L-селектин и CCR7, также секретируют IL-2, но не секретируют IFNγ или IL-4.
- Эффекторные клетки памяти TEM не экспрессируют L-селектин и CCR7, а секретируют цитокины, такие как IFNγ и IL-4.

В последнее время выделены новые субпопуляции на основе CD27 и CD28 экспрессии в дополнение к CCR7 и CD62L.

## Функция
Антиген-специфическая память T-клеток может быть обнаружена в обеих популяциях TCM и TEM. Хотя большая доля представлений основана на исследованиях цитотоксических T-лимфоциты (CD8-положительных), сходные популяции, как представляется, существуют как для Т-хелперов (CD4-положительных) так и для цитотоксических T-лимфоцитов.
- Центральные клетки памяти (TCM). Считается что имея некоторые общие характеристики с клетками памяти, TCM проявляют потенциал самообновления благодаря высоким уровням фосфорилирования важного фактора транскрипции известного как STAT5.[3] TCM клетки мыши демонстрируют обеспечиваемую ими надежную защиту от вирусов,[4] бактерий,[4] и раковых клеток[5] в некоторых других моделях сравниваются с TEM клетками.
- два тесно связанных эффекторных подтипов клеток памяти, которые сильно экспрессируют гены для молекул, необходимых для цитотоксических функций СD8+ клеток:
  - эффекторные клетки памяти (TEM)
  - эффекторные клетки памяти RA (TEMRA)

- Антиген-опытные CD8+ Т-клетки с возможностями к самообновлению были описаны у мышей.[6][7] Эта популяция, названная стволовыми клетками памяти (TSCM), может быть идентифицирована по CD44(низким)CD62L(высоким)CD122(высоким)sca-1(+) уровням экспрессии и способна к производству TCM и TEM субпопуляций сохраняя при этом свою. В доклинических исследованиях трансплантированные TSCM показывают превосходящее значение для иммунитета в сравнении с другими субпопуляциями клеток памяти.[7] Остается предметом исследования существует ли такая популяция клеток в организме человека.

Исследование, опубликованное в Science, показало, что T-лимфоциты селезёнки могут синтезировать ацетилхолин в ответ на стимуляцию блуждающего нерва. (Science Sept 15, 2011. DOI : 10.1126/science.1209985)
Этот механизм может играть роль в регуляции воспаления посредством ФНО макрофагов.